# Gymnostomum insigne
Gymnostomum insigne là một loài Rêu trong họ Pottiaceae. Loài này được (Dixon) A.J.E. Sm. mô tả khoa học đầu tiên năm 1976.